# Akinesi
Akinesi är en sorts fysiskt eller organiskt orsakad rörelse, förlamning eller oförmåga till rörelse beroende på den typ av hjärnskada som den drabbade individen har ådragit sig. När oförmågan har psykiska orsaker kallas det psykomotorisk hämning. Om akinesin innefattar rigiditet kallas tillståndet katalepsi.